# Губернатор Макао
Губернатор Макао (кит. 澳門總督; порт. Governador de Macau) — высшее должностное лицо Португальской Империи на территории колонии Макао с 1623 года по 20 декабря 1999 года. Назначался главой государства Португалии. 20 декабря 1999 года полномочия перешли в офис Исполнительного директора Специального Административного Региона Китайской Народной Республики Макао, в связи с передачей суверенитета над Макао Китайской Народной Республике.

## Права губернатора Макао
Губернатор Макао нёс ответственность за внутреннее и местное управление колонией. Внешние отношения и военные нужды рассматривались португальским правительством в Лиссабоне.